# 34-та вулиця (Мангеттен)
34-та вулиця (англ. 34th Street) — широка вулиця в боро Нью-Йорка Мангеттен, одна з головних вулиць із двостороннім рухом зі сходу на захід у сітці району.
34-та вулиця — головна перехресна вулиця в Нью-Йоркському боро Мангеттен. Проходить по всій ширині острова Мангеттен від Вест-Сайд-Хайвей на Вест-Сайді до Магістралі ФДР на Іст-Сайді. 34-та вулиця використовується як міжміська артерія між Нью-Джерсі на заході та Квінсом на сході, з’єднуючи тунель Лінкольна з Нью-Джерсі з тунелем Квінс–Мідтаун з Лонг-Айлендом.
Безпосередньо вздовж 34-ї вулиці розташовані кілька відомих будівель, включаючи Емпайр-Стейт-Білдінг, Мейсіс-Геральд-сквер і Джавітс-центр. Інші споруди, такі як Пенсильванський вокзал, розташовані в одному кварталі від 34-ї вулиці. Вулиця обслуговується міжміськими автобусними маршрутами M34/M34A та містить кілька зупинок метрополітену.

## Історія
Вулиця була визначена згідно з Планом коміссарів 1811 року, який встановив сітку вулиць Мангеттена як одну з 15 вулиць зі сходу на захід, ширина яких мала б 30 метрів (у той час як інші вулиці були визначені по 18 у ширину).
У квітні 2010 року Департамент транспорту Нью-Йорка запропонував додати швидкісний автобусний транзит уздовж коридору 34-ї вулиці. Щоб створити ексклюзивні смуги для автобусів, вулиця була перебудована на односторонню західну проїзжу частину на захід від Шостої авеню та односторонню східну частину на схід від П’ятої авеню. Між П'ятою та Шостою авеню була створена пішохідна площа. Згодом вулицю залишили двосторонньою.